# Gina Reuland
Gina Reuland (ur. 28 sierpnia 1992) – luksemburska lekkoatletka, specjalizująca się w skoku o tyczce.
Złota medalistka igrzysk małych państw Europy z 2013 i 2015 oraz brązowa z 2007.
Reprezentantka kraju w drużynowych mistrzostwach Europy oraz wielokrotna mistrzyni i rekordzistka Luksemburga.

## Rekordy życiowe
- skok o tyczce (stadion) – 4,30 (2015) rekord Luksemburga
- skok o tyczce (hala) – 4,30 (2015) rekord Luksemburga